# HD224890
HD224890 — хімічно пекулярна зоря спектрального класу A1, що має видиму зоряну величину в смузі V приблизно  6,5.
Вона  розташована на відстані близько 214,6 світлових років від Сонця.